# Лубна (Поморське воєводство)
Лубна (пол. Łubna) — село в Польщі, у гміні Черськ Хойницького повіту Поморського воєводства.
Населення — 254 особи (2011).
У 1975-1998 роках село належало до Бидгощського воєводства.

## Демографія
Демографічна структура станом на 31 березня 2011 року:
|          | Загалом | Допрацездатний вік | Працездатний вік | Постпрацездатний вік |
| -------- | ------- | ------------------ | ---------------- | -------------------- |
| Чоловіки | 120     | 27                 | 88               | 5                    |
| Жінки    | 134     | 37                 | 79               | 18                   |
| Разом    | 254     | 64                 | 167              | 23                   |